# マーキュリー・フェニックス・トラスト
マーキュリー・フェニックス・トラスト（The Mercury Phoenix Trust）は、世界規模でAIDSと戦うチャリティー財団である。

## 概要
HIV感染合併症によるニューモシスチス肺炎によってフレディ・マーキュリーが1991年にロンドンで死去した後、クイーンの残りのメンバーに彼らのマネージャーだったジム・ビーチを加えた4名は、エイズを意識するためのフレディ・マーキュリー追悼コンサート（The Freddie Mercury Tribute Concert for AIDS Awareness）を組織し、その収益がマーキュリー・フェニックス・トラストを始動させるための原資として使用された。この組織は、それ以来、現在に至るまでアクティヴに活動している。
現在の信託財産管理者は、ブライアン・メイ、ジム・ビーチ、メアリー・オースティン（フレディ・マーキュリーの長い友人でクイーンの楽曲・『ラヴ・オブ・マイ・ライフ』にて歌われた人物である）、そしてロジャー・テイラーの4名である。